# نحل العنازة
نحل العنازة قرية تتبع ناحية العنازة في منطقة بانياس التابعة لمحافظة طرطوس.